# 레귤러 쇼 시즌 6
미국의 텔레비전 애니메이션 《레귤러 쇼》의 다섯 번째 시즌은 2014년부터 2015년까지 카툰 네트워크에서 방송되었다. 작품 속 대다수의 캐릭터들은 J. G. 퀸텔이 학창 시절 캘리포니아 예술 학교를 다니면서 만든 영화 《The Naive Man From Lolliland》와 《2 in the AM PM》에 기초하여 만들어졌다. 과거 《레귤러 쇼》는 카툰 네트워크가 신인 작가를 발굴하기 위해 기획한 Cartoonstitute 프로젝트의 일환이었다.

## 에피소드
| 전체 번호 | 시즌 번호 | 제목                                                               | 각본 및 스토리보드                                                                 | 본 방송 날짜     | 대한민국 방송 날짜 | 제작 번호         | 미국 시청자 수 (100만) |
| --------- | --------- | ------------------------------------------------------------------ | ---------------------------------------------------------------------------------- | ---------------- | ------------------ | ----------------- | ---------------------- |
| 161       | 1         | "추억의 비디오" "Maxin' and Relaxin'"                              | 캘빈 웡, 라이언 페퀸                                                               | 2014년 10월 9일  | 2015년 7월 22일    | 1029-163          | 2.19                   |
| 162       | 2         | "하이파이브와 머슬맨 이야기" "New Bro on Campus"                   | 벤튼 코너, 매들린 퀘리펠                                                           | 2014년 10월 16일 | 2015년 7월 22일    | 1029-164          | 2.24                   |
| 163       | 3         | "미니골프 챔피언" "Daddy Issues"                                   | 벤튼 코너, 사라 올렉시크                                                           | 2014년 10월 23일 | 2015년 7월 22일    | 1029-165          | 1.71                   |
| 164165    | 45        | "할로윈의 공포4" "Terror Tales of the Park IV"                     | 토비 존스, 오웬 데니스, 사라 올렉시크, 민티 루이스 J. G. 퀸텔, 마이크 로스(스토리) | 2014년 10월 29일 | 2015년 4월 23일    | 1029-161 1029-162 | 1.74                   |
| 166       | 6         | "머슬맨 최후의 날" "The End of Muscle Man"                         | 민티 루이스, 사라 올렉시크                                                         | 2014년 10월 30일 | 2015년 7월 22일    | 1029-167          | 1.38                   |
| 167       | 7         | "등 파워" "Lift with Your Back"                                    | 토비 존스, 오웬 데니스                                                             | 2014년 11월 6일  | 2015년 7월 23일    | 1029-166          | 1.71                   |
| 168       | 8         | "아일린의 벽걸이 TV" "Eileen Flat Screen"                          | 민티 루이스, 사라 올렉시크                                                         | 2014년 11월 13일 | 2015년 7월 23일    | 1029-172          | 1.60                   |
| 169170    | 910       | "인턴 스페셜 : 토마스 이야기" "The Real Thomas: An Intern Special" | 캘빈 웡, 라이언 페퀸                                                               | 2014년 11월 20일 | 2015년 7월 23일    | 1029-169 1029-170 | 1.71                   |
| 171       | 11        | "선물교환의 예의" "The White Elephant Gift Exchange"               | 벤튼 코너, 매들린 퀘리펠                                                           | 2014년 12월 4일  | 2015년 8월 5일     | 1029-168          | 2.12                   |
| 172       | 12        | "메리 크리스마스, 모디카이" "Merry Christmas Mordecai"             | 벤튼 코너, 매들린 퀘리펠                                                           | 2014년 12월 4일  | 2015년 12월 24일   | 1029-173          | 2.12                   |
| 173       | 13        | "슬픈 색소폰 연주" "Sad Sax"                                       | 라이언 페퀸                                                                        | 2015년 1월 8일   | 2015년 7월 29일    | 1029-175          | 1.85                   |
| 174       | 14        | "벤슨의 특별한 점심" "Park Managers' Lunch"                        | 토비 존스, 오웬 데니스                                                             | 2015년 1월 15일  | 2015년 7월 29일    | 1029-171          | 1.84                   |
| 175       | 15        | "모디카이와 릭비, 호주에 가다" "Mordecai and Rigby Down Under"     | 캘빈 웡, Casey Crowe                                                               | 2015년 1월 22일  | 2015년 9월 25일    | 1029-174          | 1.88                   |
| 176       | 16        | "일류 결혼식" "Married and Broke"                                  | 토비 존스, 오웬 데니스                                                             | 2015년 1월 29일  | 2015년 7월 29일    | 1029-176          | 1.80                   |
| 177       | 17        | "젊음의 비밀" "I See Turtles"                                      | 벤튼 코너, 매들린 퀘리펠                                                           | 2015년 2월 5일   | 2015년 7월 29일    | 1029-178          | 1.72                   |
| 178       | 18        | "제2차 포맷전쟁" "Format Wars II"                                  | 캘빈 웡, Casey Crowe                                                               | 2015년 2월 12일  | 2015년 7월 30일    | 1029-179          | 1.67                   |
| 179       | 19        | "생일노래 경연대회" "Happy Birthday Song Contest"                  | 민티 루이스, 사라 올렉시크                                                         | 2015년 2월 19일  | 2015년 7월 30일    | 1029-177          | 2.08                   |
| 180       | 20        | "신사의 자격" "Benson's Suit"                                      | 라이언 페퀸                                                                        | 2015년 2월 26일  | 2015년 7월 30일    | 1029-180          | 1.86                   |
| 181       | 21        | "황금배지를 찾아서" "Gamers Never Say Die"                         | 토비 존스, 오웬 데니스                                                             | 2015년 3월 5일   | 2015년 7월 30일    | 1029-181          | 1.73                   |
| 182       | 22        | "1000번째 비행기념 파티" "1000th Chopper Flight Party"             | 민티 루이스                                                                        | 2015년 3월 12일  | 2015년 8월 5일     | 1029-182          | 1.66                   |
| 183       | 23        | "파티의 규칙" "Party Horse"                                        | 벤튼 코너, 매들린 퀘리펠                                                           | 2015년 3월 19일  | 2015년 8월 5일     | 1029-183          | 1.49                   |
| 184       | 24        | "공원 구하기" "Men in Uniform"                                     | 캘빈 웡, Casey Crowe                                                               | 2015년 3월 26일  | 2015년 8월 5일     | 1029-184          | 1.95                   |
| 185       | 25        | "차고 문을 찾아서" "Garage Door"                                   | 벤튼 코너, 매들린 퀘리펠                                                           | 2015년 4월 2일   | 2015년 8월 12일    | 1029-188          | 1.63                   |
| 186187    | 2627      | "로봇 대전" "Brilliant Century Duck Crisis Special"                | 토비 존스, 오웬 데니스                                                             | 2015년 4월 9일   | 2015년 8월 6일     | 1029-190 1029-192 | 1.99                   |
| 188       | 28        | "위험한 더블데이트" "Not Great Double Date"                        | 토비 존스, 오웬 데니스                                                             | 2015년 6월 22일  | 2015년 8월 12일    | 1029-186          | 1.66                   |
| 189       | 29        | "죽음의 권법 건강 샌드위치" "Death Kwon Do-Livery"                 | 캘빈 웡, Casey Crowe                                                               | 2015년 6월 23일  | 2015년 8월 6일     | 1029-189          | 1.70                   |
| 190       | 30        | "점심의 추억" "Lunch Break"                                        | 민티 루이스, 라이언 페퀸                                                           | 2015년 6월 24일  | 2015년 8월 6일     | 1029-191          | 1.60                   |
| 191       | 31        | "결혼식에 버려지다" "Dumped at the Altar"                          | 민티 루이스, 라이언 페퀸                                                           | 2015년 6월 25일  | 2015년 8월 12일    | 1029-187          | 1.59                   |